# Xestoblatta nyctiboroides
Xestoblatta nyctiboroides es una especie de cucaracha del género Xestoblatta, familia Ectobiidae.

## Distribución
Esta especie se encuentra en Guyana y Guayana Francesa.